# Edward Lee Thorndike
Edward Lee Thorndike (Williamsburg, 31 agosto 1874 – Montrose, 9 agosto 1949) è stato uno psicologo statunitense.

## Biografia
Professore al Teachers College dell'Università della Columbia, i suoi interessi si rivolsero dapprima alla psicologia animale e in seguito alle leggi dell'apprendimento.
Egli codifica l'effetto alone, secondo cui un singolo aspetto positivo o negativo di un individuo può gettare un alone positivo o negativo su tutti gli altri aspetti.
I numerosi esperimenti da lui condotti nelle scuole americane contribuirono a diffondere le conoscenze della psicologia comportamentale nell'ambiente pedagogico e gli permisero l'elaborazione delle sue teorie nonché la costruzione di test e di profitto scolastico.
Thorndike riassume i suoi risultati sperimentali in un certo numero di "leggi dell'apprendimento"  Alcuni esempi:
- Legge dell'esercizio: l'apprendimento è graduale e migliora con la ripetizione delle prove
- Legge dell'effetto: l'apprendimento avviene in funzione delle conseguenze del comportamento: azioni seguite da riduzione di "stati di bisogno" o ricompense tendono ad essere ripetute.
- Legge del trasferimento: una risposta acquisita in una situazione verrà effettuata in altre situazioni nella misura in cui queste ultime sono simili alla prima.

Thorndike anticipa il comportamentismo in molti modi: Non usa l'introspezione e si concentra sul comportamento osservabile; formula una teoria dell'apprendimento basata sulla connessione tra stimoli e risposte, il che rende necessarie poche ipotesi su cosa succede dentro l'individuo; generalizza dall'animale all'umano. Per esempio, la sua pedagogia utilizza le leggi dell'apprendimento di cui sopra:  occorre fare esercizio (legge dell'esercizio), i comportamenti "giusti" vanno premiati e quelli "sbagliati" puniti (legge dell'effetto) e non ci si può aspettare che l'apprendimento sia generalizzato al di fuori dell'ambito specifico di insegnamento (legge del trasferimento). 
Alcune delle ricerche di Thorndike furono riprese da Burrhus Skinner .
L'Associazione statunitense di psicologia ha istituito in suo onore un premio annuale per ricercatori nel campo della psicologia educativa, il premio E. L. Thorndike.

## Opere
- Educational Psychology - Psicologia pedagogica, in tre volumi (1903)
- Introduction to the Theory of Mental and Social Measurements (1904)
- The Elements of Psychology - Elementi di psicologia, (1905)
- Animal Intelligence - Intelligenza animale, (1911)
- The Teacher's Word Book (1921)
- The Measurement of Intelligence - Misurare l'intelligenza, (1927)
- A Teacher's Word Book of the Twenty Thousand Words Found Most Frequently and Widely in General Reading for Children and Young People (1932)
- The Fundamentals of Learning (1932)
- The Psychology of Wants, Interests, and Attitudes (1935)
- The Teacher's Word Book of 30,000 Words (scritto insieme a Irving Lorge) (1944)
- The Psychology of Arithmetic - La psicologia dell'aritmetica, (1922)